# Denton (Carolina del Nord)
Denton és una població dels Estats Units a l'estat de Carolina del Nord. Segons el cens del 2000 tenia 1.450 habitants.

## Demografia
Segons el cens del 2000, Denton tenia 1.450 habitants, 595 habitatges i 411 famílies. La densitat de població era de 316,3 habitants per km².
Dels 595 habitatges en un 34,1% hi vivien nens de menys de 18 anys, en un 51,8% hi vivien parelles casades, en un 11,8% dones solteres, i en un 30,9% no eren unitats familiars. En el 26,2% dels habitatges hi vivien persones soles l'11,9% de les quals corresponia a persones de 65 anys o més que vivien soles. El nombre mitjà de persones vivint en cada habitatge era de 2,44 i el nombre mitjà de persones que vivien en cada família era de 2,89.
Per edats la població es repartia de la següent manera: un 25,9% tenia menys de 18 anys, un 6,6% entre 18 i 24, un 33,3% entre 25 i 44, un 19,7% de 45 a 60 i un 14,4% 65 anys o més.
L'edat mediana era de 36 anys. Per cada 100 dones de 18 o més anys hi havia 88,1 homes.
La renda mediana per habitatge era de 30.950 $ i la renda mediana per família de 40.375 $. Els homes tenien una renda mediana de 28.571 $ mentre que les dones 21.354 $. La renda per capita de la població era de 19.439 $. Entorn de l'11,2% de les famílies i el 14,4% de la població estaven per davall del llindar de pobresa.

## Poblacions més properes
El següent diagrama mostra les poblacions més properes.